# Coria
Pour les articles homonymes, voir Coria (homonymie).
Coria est une commune de la province de Cáceres dans la communauté autonome d'Estrémadure en Espagne.

## Géographie
La ville est située sur l'Alagón.

## Histoire

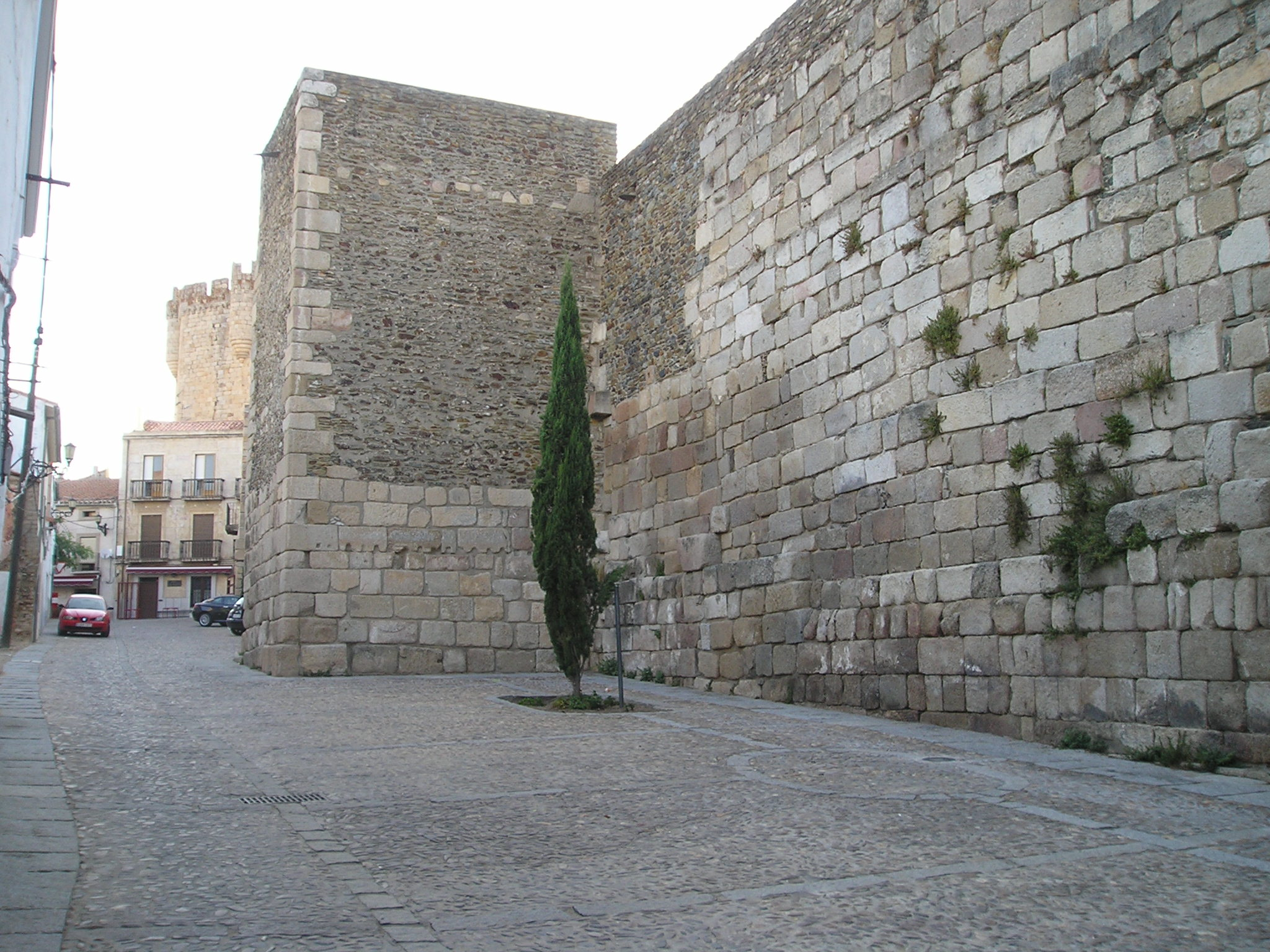
Les murailles de la ville.

En 1142, la ville est assiégée par Alphonse III des Asturies. En 1162, Ferdinand II de León fait don de la seigneurie de Coria à l'église de Compostelle et revient sur sa décision en 1168 pour la donner aux Templiers. Puis en 1327, Álvar Núñez Osorio (es), comte de Trastámara cède les anciens biens de l'ordre du Temple de la ville à l'ordre d'Alcántara.
Durant la guerre de 1640 à 1668 contre le Portugal, la terre de Coria a beaucoup souffert ; bien que la ville n'ait pas été prise par les Portugais, la campagne a été plusieurs fois pillée, causant l'appauvrissement de la région.
Le 1er novembre 1755, le tremblement de terre de Lisbonne a également causé de graves dommages à Coria – le cours du río Alagón a été déplacé de plusieurs centaines de mètres et la flèche de la cathédrale s'est effondrée ; de nombreuses personnes sont mortes et des maisons ont été endommagées. 

## Démographie
En 2009, la ville comptait 12 896 habitants, en 2023 : 12 166.

## Jumelage
- Les Herbiers (France) depuis 2000

## Culture et patrimoine
Elle est siège épiscopal et possède la cathédrale Notre-Dame-de-l'Assomption.

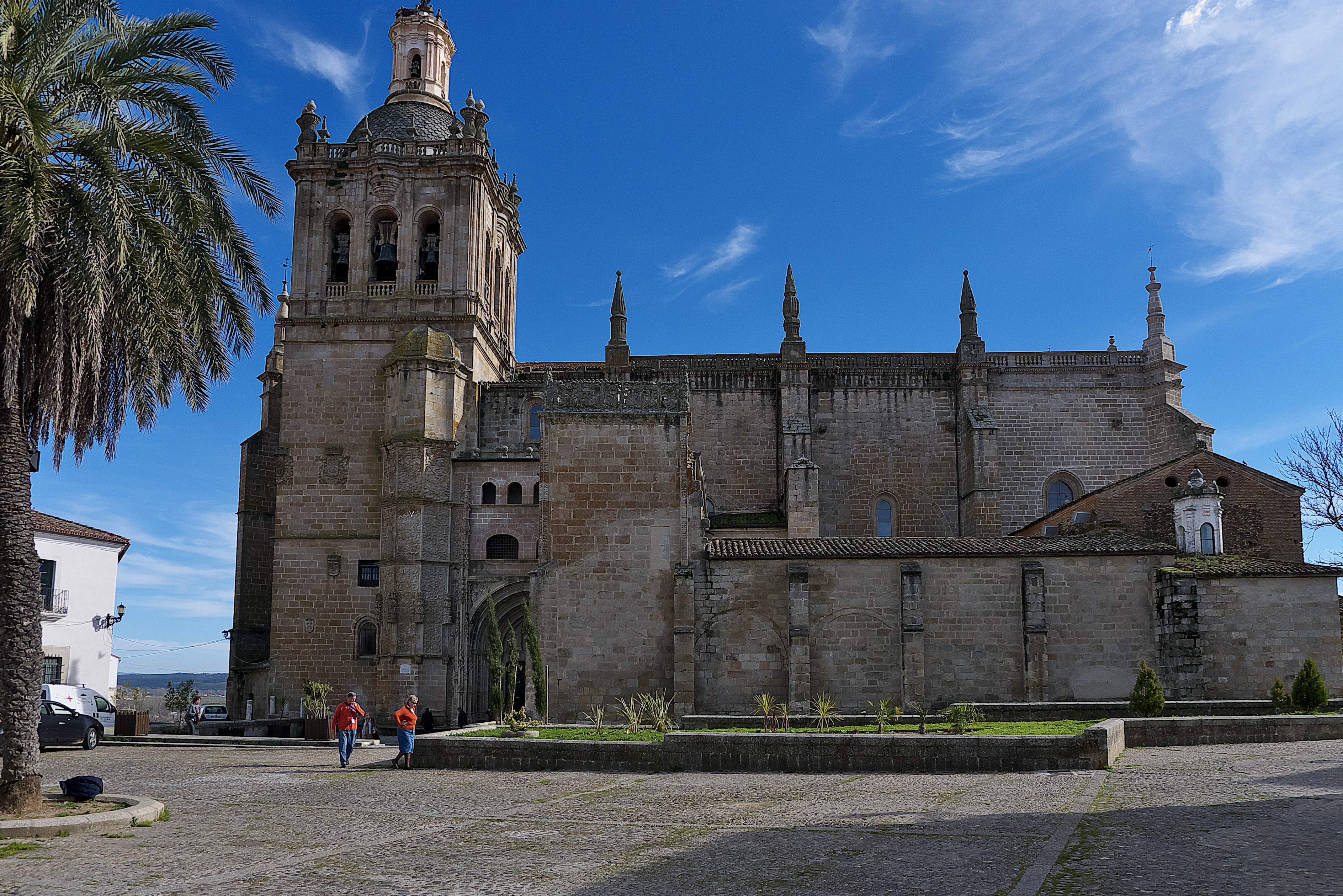
La cathédrale de Coria.

## Personnalités liées au village
- Rafael Sánchez Mazas (1894-1966)
- Alfonso Albalá (es)
- José Antonio Echávarri Lomo (es)
- César Sánchez Domínguez